# Alan Heeger
Alan Jay Heeger (n. 22 ianuarie 1936, Sioux City⁠(d), Iowa, SUA) este un chimist evreu-american, profesor la Universitatea din California, Santa Barbara, laureat al Premiului Nobel pentru Chimie în 2000, împreună cu Alan G. MacDiarmid (Universitatea din Pennsylvania, Philadelphia) și Hideki Shirakawa (Universitatea din Tsukuba, Japonia) pentru
„descoperirea și dezvoltarea polimerilor conductori”. Au demonstrat că plasticul după anumite modificări, poate deveni conductor electric.